# تاد پورتر (بازیگر)
تاد پورتر (به انگلیسی: Todd Porter) (زاده ۱۵ مهٔ ۱۹۶۸) بازیگر، مدل آمریکایی است.
از فیلم‌های معروف او می‌توان به بازی در مجموعه بچه‌های سوت‌زن اشاره کرد.